# فيكتوريا غراي آدامز
فيكتوريا غراي آدامز (بالإنجليزية: Victoria Gray Adams)‏ هي ناشِطة أمريكية، ولدت في 5 نوفمبر 1926 في هاتيسبورغ في الولايات المتحدة، وتوفيت في 12 أغسطس 2006 في أتلانتا في الولايات المتحدة بسبب سرطان.